# 棠樾村
棠樾村位于中国安徽省黄山市歙县郑村镇，总面积10.1平方公里，辖稠墅、槐塘等14个自然村，222村民小组，共1445户，4011人。
棠樾本村为鲍姓聚居的村落，始建于南宋，明清时期以经商著称。2007年，棠樾村列为第三批中国历史文化名村。2008年，棠樾村列为黄山市首批旅游专业村。
棠樾村拥有3处全国重点文物保护单位——棠樾石牌坊群（包括在牌坊群旁的鲍氏支祠（敦本堂）和女祠清懿堂）、棠樾古民居和稠墅牌坊群。另外还有槐塘双坊、大母堨等2处安徽省文物保护单位，稠墅汉代墓葬群等1处歙县文物保护单位。
棠樾古民居包括鲍氏始祖墓园 （宋建清修）、社屋坦明宅、天灯巷明清住宅、前街明宅、存爱堂、从心堂、慎德堂、静修堂、保艾堂、承启堂、存养山房及欣所遇斋、鲍兴斋中药店等12处文物建筑。
鲍家花园规模宏大，毁于太平天国战乱，2002年复建。